# サイモン・ホワイト
サイモン・デイヴィッド・マントン・ホワイト（Simon David Manton White、1951年9月30日 - ）は、イギリスの天体物理学者である。

## 来歴
ケント州アシュフォードで生まれた。ケンブリッジ大学Jesus Collegeで数学を学び、トロント大学で天文学を学び、ケンブリッジ大学のドナルド・リンデンベルのもとで、銀河の構造を研究し博士号を取得した。カリフォルニア大学バークレー校、アリゾナ大学のステュワード天文台で研究した後、ドイツのガーチンクのマックスプランク天体物理研究所の研究員となった。1992年からアリゾナ大学の研究教授などを務めている。1997年王立協会フェロー選出。
宇宙構造の生成理論に貢献し、Λ-CDMモデルと呼ばれる、冷たい暗黒物質 (Cold Dark Matter, CDM) モデルに宇宙項 Λ を加えた現在の標準宇宙モデルの形成の貢献した。1978年にマーティン・リース、ドナルド・リンデンベルとともに銀河の形成にダーク・マターの影響を考慮した。
さらにシミュレーション計算によって、宇宙の生成過程を計算した。「ミレニアム・シミュレーション」(Millennium Run)と呼ばれるシミュレーションでは2000万個の銀河の存在する20億光年の空間の100億個の粒子の挙動を計算した。
その他に近傍銀河の詳細構造の研究や重力レンズ効果、銀河クラスターのX線観測、宇宙背景放射の研究などがある。

## 受賞歴
- 1986年：ヘレン・B・ワーナー賞（アメリカ天文学会）
- 2000年：マックス・プランク賞
- 2005年：ハイネマン賞天体物理学部門（アメリカ天文学会、アメリカ物理学会）
- 2006年：王立天文学会ゴールドメダル
- 2007年：ブラウワー賞（アメリカ天文学会）
- 2011年：グルーバー賞宇宙論部門
- 2017年：ショウ賞天文学部門
- 2020年：クラリベイト・アナリティクス引用栄誉賞